# Ruslan Jaqsylyqov
Ruslan Fatihūly Jaqsylyqov (in kazako Руслан Фатихұлы Жақсылықов?; Qaskeleñ, 4 marzo 1966) è un generale e politico kazako, attuale Ministro della Difesa del Kazakistan.

## Biografia

### Vita e formazione
Jaqsylyqov nacque nella città di Qaskeleñ. Dal 1983 ha frequentato l'Accademia di comando di armi combinate superiori di Almaty, dove gli è stato insegnato il comando tattico prima di diplomarsi nel 1987. Dalla metà degli anni' 90 ha risieduto in Russia dove ha frequentato l'Accademia militare Frunze e ha conseguito la specializzazione in "intelligence militare operativa-tattica del personale di comando" nel 1996 e poi l'Accademia militare di stato maggiore delle forze armate russe, dove ha imparato la specialità di "sicurezza militare dello stato" nel 2004.

### Carriera
Nel settembre 2003 Jaqsylyqov è stato eletto membro del Mäslihat della città di Şımkent, dove ha lavorato per un breve periodo fino al febbraio 2004 quando è diventato comandante della brigata delle truppe interne sotto il ministero degli affari interni.
Dal 2006 è stato vice-comandante delle truppe interne prima di essere promosso primo vice-comandante e capo di stato maggiore nel 2007. Il 4 settembre 2008 è stato nominato comandante a pieno titolo e ha ricoperto l'incarico fino al 22 gennaio 2013 quando è diventato comandante in capo. Dal 24 aprile 2014 ha guidato la Guardia nazionale come comandante in capo.
In un rapporto dell'agosto 2019 pubblicato da Time.kz mentre prestava servizio come tenente generale è stato accusato di estorcere denaro alla VS GOLD COMPANY LLP, una società a contratto che forniva pasti al personale della Guardia nazionale kazaka regionale con conseguente taglio dei fondi che altrimenti avrebbe coperto i costi dei pasti con i militari dell'unità lasciati più malnutriti mentre Jaqsylyqov, tra gli altri ufficiali di alto rango secondo il rapporto, viveva uno stile di vita lussuoso soggiornando in hotel a cinque stelle e ordinando caffè, bibite e gelati ai terminali VIP a scapito dei soldi dell'azienda.
Il 29 settembre 2021 mentre era al comando della Guardia nazionale è stato nominato vice-ministro degli affari interni. Dopo le Proteste in Kazakistan del 2022 è stato nominato Ministro della Difesa il 19 gennaio 2022 dal presidente Qasym-Jomart Toqaev in sostituzione di Murat Bektanov che è stato subito arrestato a causa della sua incapacità di gestire i disordini. Durante la visita alla guarnigione di Almaty l'11 febbraio 2022 ha premiato i militari feriti durante i disordini, osservando che tutto il personale militare continuerà a prestare servizio nelle forze armate.